# 神奈川県立津久井湖城山公園
津久井湖城山公園（つくいこしろやまこうえん）は、神奈川県相模原市緑区にある神奈川県立の都市公園（広域公園）である。

## 概要
城山ダムの両岸と、戦国時代の山城、津久井城跡に整備された公園。津久井城の遺構と自然環境を守り、伝え、利用者とともに育む公園として現在も整備が続けられている。城山ダムに隣接する「水といこいのゾーン」、城山の大部分を占める「歴史と里山の体験ゾーン」からなる。

## 整備テーマ
自然と歴史のふれあいフロント

## 整備基本方針
- 津久井城址、城山ダムなど地域固有の資源を活用した公園づくり
- 自然環境、歴史遺構の保全活用のバランスを考慮した公園づくり
- 豊かな自然の中での活動を通じた、憩いの場、寛ぎの場としての公園づくり
- 公園づくりへの参加の場、システムづくりの展開
- 周辺レクリエーション施設との連携による地域と一体になった公園づくり

## 面積
計画面積111.0ha（左岸の都市計画緑地3.2haを含む）
現開園面積95.0ha（令和2年4月1日現在）

## 各園地の概要と主要施設

### 水といこいのゾーン

#### 水の苑地
城山ダム左岸にあり、水をコンセプトに整備された地区。中央に噴水・滝があり、そこを中心に広場・大型花壇が広がる。花の苑地と併せて「三工区の桜」と呼ばれる桜の名所として知られている。
- 大型花壇：階段状の花壇
- 湖畔テラス：津久井湖を望むウッドデッキ
- 芝生広場：池、滝の脇に配置された円形の広場
- カスケード、池、滝：相模川をイメージして作られた水の流れ（水遊び不可）

#### 花の苑地
城山ダム右岸にあり、四季折々の花が植えられる地区。水の苑地と併せて「三工区の桜」と呼ばれる桜の名所として知られる。津久井湖観光センターが隣接している。
- ガーデンテラス：テラス状の花壇に四季折々の一年草、宿根草が植えられている。
- 桜の小道：城山北斜面の、桜が植栽されたエリア。遊歩道が整備されている。

### 歴史と里山の体験ゾーン

#### 太井地区
根小屋地区と花の苑地を繋ぐ「湖畔展望園路」がある。

#### 根小屋地区
城山の南麓に広がる園地。公園の中心地であり、管理事務所兼展示施設であるパークセンターが置かれている。
- パークセンター：管理事務所に展示室が併設されている。展示室では城山の歴史、自然、人と城山との関わりの3テーマでの展示がなされている。
- 研修棟：研修、講座、イベントが行われる施設。通常時は休憩所となっている。
- 周遊園路：1周約2㎞のバリアフリー園路が整備されている。
- 四季の広場：大型すべり台や大型複合遊具が整備されている。
- 森のステージ：木製の野外ステージ。
- おやしき広場：広さ約4,000平米の草地広場。ボール遊びや凧揚げができる。
- 展望広場：丹沢の山々を望む展望が開ける。

#### 荒久地区
一部未開園。荒久登山道が根小屋地区に繋がっている。

#### 小倉地区
一部未開園。小倉登山道が津久井城址・城山地区に繋がっている。

#### 津久井城址・城山地区
山頂部を含む、城山の大部分。登山道には急峻で危険な箇所もある。
- 城山山頂：標高375ｍ。ベンチ・テーブルが数基、トイレがある。
- 築井古城記碑：江戸時代後期に建てられた石碑。津久井城築城の由来や城主内藤氏の系譜などの一説が記されている。相模原市指定有形文化財。
- 飯縄（いいづな）神社：西峰にある。
- 鷹射場（たかうちば）：関東平野方面の展望が開ける。
- 江川ヒノキ林：幕末の代官江川太郎左衛門英龍の時代に植林されたヒノキの林。「城山御林の江川ヒノキ」として相模原市登録天然記念物であり、「かながわの美林50選」に選ばれている。

## クラフト体験
津久井城山公園では、季節にあわせたクラフト体験ができる。
| 開催日   | 毎週土日、祝日（イベント等研修棟を利用できない日は休止）                                    |
| 場所     | 研修棟（根小屋地区パークセンター隣）                                                        |
| 実施時間 | 午前10:00～11:30(受付は11：00まで)、午後13:30～15:00(受付は14：30まで) （各30分～45分程度） |
| 費用     | 300円～500円（内容により異なります）                                                        |
| 人数     | 各回先着10名様まで                                                                          |
| 申込み   | 根小屋地区パークセンター窓口にて当日受付                                                    |

## 沿革
- 1986年（昭和61年）12月　「第二次新神奈川計画」において新規県立公園の整備が重点的施策として位置付けられる。
- 1989年（平成元年）3月　「新規県立公園候補地選定調査」において津久井湖城山周辺地区を含む新規公園候補地が選定される。
- 1990年（平成2年）3月　いきいき未来相模川プラン「森と湖と科学の拠点基本計画　津久井湖回遊庭園構想」において津久井湖周辺の6つの拠点のひとつ“修学の極：歴史と自然の学習体験の場”として位置付けられる。
- 1992年（平成4年）3月　津久井湖城山公園整備基本構想策定
- 1993年（平成5年）3月　津久井湖城山公園整備基本計画策定
- 1993年（平成5年）11月　都市計画決定（右岸は都市計画公園、左岸は都市計画緑地）
- 1999年（平成11年）4月　水の苑地、花の苑地の一部（5.58ha）が開園
- 2000年（平成12年）4月　花の苑地の一部（0.77ha）が開園
- 2003年（平成15年）4月　根小屋地区の一部（6.45ha）が開園
- 2004年（平成16年）4月　根小屋地区と太井地区の一部（4.54ha）が開園
- 2006年（平成18年）4月　根小屋地区パークセンター開館。指定管理者制度が導入され、（財）神奈川県公園協会が指定管理者（1期目）となる。
- 2006年（平成18年）7月　各地区の登山道と根小屋地区の一部（8.43ha）が開園
- 2007年（平成19年）4月　根小屋地区研修棟が開館
- 2009年（平成21年）4月　（財）神奈川県公園協会が指定管理者（2期目）となる。
- 2010年（平成22年）7月　津久井城址・城山地区の一部（21.62ha）が開園
- 2015年（平成27年）4月　津久井城址・城山地区の一部（30.24ha）が開園。（公財）神奈川県公園協会が指定管理者（3期目）となる。
- 2020年（令和2年）4月　津久井城址・城山地区と小倉地区の一部（17.28ha）が開園

## アクセス

### 公共交通機関
- 水の苑地　「橋本駅」から「三ケ木（中野経由）」行きバス（橋01系統）「城山高校前」下車、徒歩3分
- 花の苑地　「橋本駅」から「三ヶ木（中野経由）」行きバス（橋01系統）「津久井湖観光センター前」下車、徒歩1分
- 根小屋地区　「橋本駅」から「三ヶ木（中野経由）」行きバス（橋01系統）「津久井湖観光センター前」下車、徒歩20分

### 車
- 横浜方面から国道16号橋本駅南口交差点をすぎ、国道413号を津久井方面へ約30分
- 圏央道相模原IC相模湖方面へ、東金原交差点右折後国道413号方面へ約3分

#### 駐車場
利用時間：8：00～19：00　（無料）※19：00に閉門
料金：無料

##### 駐車可能台数
- 根小屋駐車場：普通車37台、大型4台、障がい者用2台
- 花の苑地第1駐車場：普通車37台、大型7台、障がい者用2台、障がい者用大型1台
- 花の苑地第2駐車場：普通車57台、障がい者用2台
- 水の苑地：普通車41台、大型8台、障がい者用2台、障がい者用大型1台